# Ulica Jaktorowska w Warszawie
Ulica Jaktorowska – ulica w dzielnicy Wola w Warszawie. Do 1970 zachodni odcinek ul. Krochmalnej.

## Historia
Ulica Jaktorowska powstała po roku 1768 na miejscu dawnej drogi narolnej. Pierwotnie nosiła nazwę ul. Krochmalnej, co związane było z działalnością fabryczki krochmalu pod nr. 3, tuż obok nieistniejącej dziś ul. Gnojnej. Mimo przecięcia okopami Lubomirskiego oba odcinki zachowały dawną nazwę. Nieistniejący dziś fragment na zachód od linii ul. Karolkowej sięgał niemal do ul. Młynarskiej; jemu właśnie w roku 1916 nadano obecną nazwę. Pozostały odcinek, od ul. Towarowej do ul. Karolkowej nosił nazwę ul. Krochmalnej do 1970.
Jeszcze w końcu XVIII wieku tuż za dzisiejszym kościołem św. Klemensa Dworzaka wystawiono wielki murowany browar, istniejący do roku 1858. Rozebrano go w związku z budową pałacyku Biernackich przy ul. Wolskiej; ogród Biernackich ciągnął się aż do ul. Krochmalnej. Drugą stronę ulicy zajmowały zabudowania cegielni Czyste, oraz glinianki dostarczające surowca do wyrobu cegieł. Taki stan rzeczy trwał aż do roku 1908, kiedy to przy ślepym końcu Krochmalnej wybudowano remizę tramwajową przy ul. Młynarskiej. W latach 1924–1926 u zbiegu z ul. Karolkową wybudowano klasztor redemptorystów.
Do roku 1900 przy tym odcinku Krochmalnej wybudowano kilka niewielkich kamienic; na tyłach jednej z nich, pod nr. 92 (obecnie Jaktorowska 6) w latach 1911–1912 wzniesiono według projektu Henryka Stifelmana gmach sierocińca Towarzystwa „Pomoc dla Sierot”, który prowadzili wspólnie Stefania Wilczyńska i Janusz Korczak. Znalazło w nim dom ponad 100 żydowskich sierot i półsierot.
Okres międzywojenny nie przyniósł zmian na tym odcinku Krochmalnej; ustawiono jedynie nowoczesne latarnie gazowe, zachowane do dziś przerobione na elektryczne dopiero w latach dziewięćdziesiątych XX wieku.
Podczas bombardowania we wrześniu 1939 budynek sierocińca utracił kondygnację poddasza. W roku 1940 zakład przeniesiono do getta na ul. Chłodną 33, a następnie do gmachu Towarzystwa Wzajemnej Pomocy Pracowników Handlowych i Przemysłowych przy ul. Siennej 16.
W sierpniu roku 1944 oddziały niemieckie wraz z rosyjskimi kolaborantami z SS RONA zmasakrowały okoliczną ludność, rozstrzeliwując na posesji Krochmalna 90 (dziś Jaktorowska 4) 30 osób, których szczątki spalono. Spłonęła również cała zabudowa ulicy, poza gmachem sierocińca, w którym urządzono koszary.
W okresie powojennym rozebrano wszystkie uszkodzone obiekty. Ocalał jedynie gmach sierocińca Korczaka, odbudowany po 1945 z nieco odmiennym ukształtowaniem dachu, i bez utraconego poddasza.
Uchwałą Rady Narodowej m.st. Warszawy z dnia 14 maja 1970 fragment ulicy Krochmalnej pomiędzy ulicami Towarową i Karolkową przemianowano na ulicę Jaktorowską.
Przy ulicy, na rogu ul. Karolkowej, znajduje się pomnik przyrody – dąb węgierski (Quercus frainetto Ten.) o nazwie Dąb doktora Korczaka. Drzewo ma wysokość 22 m i obwód pnia 440 cm.

## Ważniejsze obiekty
- Ośrodek Dokumentacji i Badań Korczakianum (Oddział Muzeum Warszawy, nr 6)